# 17942 Whiterabbit
17942 Whiterabbit è un asteroide della fascia principale. Scoperto nel 1999, presenta un'orbita caratterizzata da un semiasse maggiore pari a 2,3886409 UA e da un'eccentricità di 0,1168056, inclinata di 4,53825° rispetto all'eclittica.